# Neoperla venosa
Neoperla venosa är en bäcksländeart som beskrevs av Douglas E. Kimmins 1950. Neoperla venosa ingår i släktet Neoperla och familjen jättebäcksländor. Inga underarter finns listade i Catalogue of Life.